# 275. Infanterie-Division (Wehrmacht)
La 275. Infanterie-Division fu una divisione dell'esercito tedesco attiva durante la seconda guerra mondiale che venne creata nel 1944 e fu schierata lungo il Fronte Occidentale dove fu distrutta nel 1944 e dopo la sua riformazione venne schierata nel fronte orientale, dove fu definitivamente distrutta nel 1945.

## Storia
La divisione fu costituita il 17 novembre 1943 nella Francia occidentale, dai resti della 223. Infanterie-Division e fu schierata come 352. Infanterie-Division fino al 10 dicembre 1943, quando fu ribattezzata 275. Infanterie-Division. Mentre era ancora in fase di formazione, la divisione fu trasferita in Bretagna, il quartier generale era a Redon e nei mesi successivi l'organico della divisione venne aumentato. Dopo lo sbarco in Normandia nel giugno 1944, la divisione fu trasferita in Normandia e combatté nella penisola del Cotentin; la divisione subì pesanti perdite durante l'operazione Cobra e durante la ritirata nella sacca di Falaise ed il 21 agosto, i resti della divisione furono raccolti nella zona di Cambrai e Péronne, dove la divisione fu nuovamente riorganizzata entro il 27 agosto 1944. Fu nuovamente schierata lungo la Somme e fu distrutta una seconda volta nella sacca di Mons, in Belgio all'inizio di settembre 1944, i suoi resti riuscirono a ritirarsi nella zona di Maastricht. Il 5 settembre 1944 i resti della divisione si trovavano nella zona di Sint Truiden e attraversarono il confine tedesco vicino ad Aquisgrana. Dopo il ritiro dalla Francia il 31 dicembre 1944, la divisione fu rinforzata, ma fu nuovamente indebolita nei combattimenti nella foresta di Hürtgen. Nel dicembre 1944, i resti della divisione furono trasferiti alla 344. Infanterie-Division. La divisione fu riformata nel gennaio 1945, nell'area di Flensburg e fu trasferita sul fronte orientale dove fu distrutta dalle truppe dell'Armata Rossa nella battaglia di Halbe nell'aprile 1945.

## Ordine di battaglia
- Grenadier-Regiment 983
- Grenadier-Regiment 984
- Grenadier-Regiment 985
- Divisions-Füsilier-Bataillon 275
- Artillerie-Regiment 275
- Pionier-Bataillon 275
- Feldersatz-Bataillon 275
- Panzerjäger-Abteilung 275
- Divisions-Nachrichten-Abteilung 275
- Divisions-Nachschubführer 275[1]

## Decorazioni
Alcuni soldati della 275. Infanterie-division furono premiati per le loro azioni in guerra:
- Croce Tedesca
  - in oro: 8
- Croce di Cavaliere della croce di ferro: 1

## Comandanti
- Generalleutnant Hans Schmidt (10 dicembre 1943 - dicembre 1944)
- Generalleutnant Hans Schmidt (gennaio 1945 - aprile 1945)[1]